# ウルトラマンデッカー
『ウルトラマンデッカー』は、2022年7月9日から2023年1月21日までテレビ東京系列ほかにて放送された円谷プロダクション制作による特撮テレビドラマおよび劇中に登場する巨大変身ヒーローの名称。キャッチコピーは、「輝け、弾けろ、飛び出せ、デッカー!!」「やるしかねぇ! 今、やるしかねぇんだ!」。

## 沿革
2022年3月18日から劇場公開および「TSUBURAYA IMAGINATION」にて配信された『ウルトラマントリガー エピソードZ』の「TSUBURAYA IMAGINATION」公開版内で本作品の超特報が公開された。
2022年6月16日には「TSUBURAYA IMAGINATION」および「YouTube ULTRAMAN OFFICIAL by TSUBURAYA PROD.」でオンライン発表会が行われ、「TSUBURAYA IMAGINATION」では会見終了後に本作品の第1話を本作品のキャストが鑑賞する様子も併せて配信された。

## 制作
前作『ウルトラマントリガー NEW GENERATION TIGA』が『ウルトラマンティガ』の真髄を受け継ぐ作品として製作されたのと同様に、本作品は2022年に放送開始25周年を迎える『ウルトラマンダイナ』のエッセンスを取り入れた作品として製作される。そのため『ダイナ』が『ティガ』と同じ世界観であったのと同様に、本作品も『トリガー』から数年後の世界を舞台とすることが企画当初から決定していた。一方で『ダイナ』のリブートではなく『トリガー』の流れを汲めば全く新しい物語でも構わないとのオーダーであったため、メイン監督の武居正能やシリーズ構成の根元歳三、足木淳一郎はストーリーをゼロから構成している。その結果、ダイナを想起させるデザインのデッカーやスフィアの存在などビジュアル面は『ダイナ』の要素を取り入れつつも、キャラクターのデザインや各種設定を一新することで、『ダイナ』のファンだけでなく現代の子供達へ向けた新しい作品にすることを意識している。さらに『トリガー』との繋がりも考慮し、防衛組織の設定や名称も引き継がれるが、本作品では新チームを出す目的と初めて作品を観た人でもついていけるようにとの配慮から、新たに異なる部隊から来たメンバーによる新世代チームが描かれ、『トリガー』とも区別が付くように注意が払われている。
作品全体のテーマとしては「未来」が掲げられている。武居は『トリガー』に対する印象を「過去が現代に影響をおよぼし、過去に向かって戦いを挑む」と表現し、本作品は「未来をどうするか」、「起こってしまったことに対してどのように順立て、打破するのか」という話をメインにすることで、向かう目線の違いを描くことを意識した旨を語っている。また「若者たちの躍動」もテーマの一つとして掲げられており、スペシャリストのチームに20代の人物がいることへの理由付けをしながら、若手の主人公たちの物語を描くことが志向される。
戦闘シーンでは新しい作品にするとの意識から出来る限り新怪獣を登場させることが意識されている他、『ウルトラセブン』が放送開始55周年にあたることからカプセル怪獣も登場する。また今作では肉弾戦も意識され、できるだけウルトラマンが怪獣をコンタクトさせることや、怪獣の存在感と強さを描くことが重視される。

## ストーリー
ウルトラマントリガーとイーヴィルトリガーの戦いから7年が経過し、宇宙進出に向けて開発技術が飛躍的に進んだ「ネオフロンティア時代」を迎えた世界。地球平和同盟TPUも軸足を宇宙開拓に移し、怪獣対策の規模は縮小傾向にあったが、そこに謎の飛行物体が地球と火星コロニーを襲撃する事態が発生する。危険を顧みずスフィアに立ち向かったアスミカナタは、その中で光の巨人ウルトラマンデッカーの光を手にし、浮遊物体や7年ぶりに出現した怪獣を退けるが、地球は浮遊物体の発する巨大なスフィアバリアで覆われ、火星や宇宙と一切の交信や往来が出来なくなる。カナタはスフィアと名付けられた浮遊物体の脅威から人々の日常を守る意志を固め、TPU訓練校へと入校。1年の訓練期間を経て、対スフィア部隊として再編されたGUTS-SELECTへ入隊する。

## 登場人物

### GUTS-SELECT
- 『トリガー』時は超古代遺跡の調査・分析を行う学術寄りのチームという印象が強かったことから、本作品ではTPUの設定をそのままに、スフィアとの戦いを目的としたチームという部分が強調されている[8]。同時に『ウルトラマンZ』のストレイジのようなリアル志向ではない架空の組織であることも意識され、平成ウルトラシリーズの防衛隊が持ち合わせていた部隊感、雰囲気を前面に出すことが重視されている[10]。

アスミ カナタ
本作品の主人公。20歳。宇宙煎餅が名物の煎餅屋「明日見屋」の長男で、祖父のダイシロウと共に店を切り盛りする。明るいお調子者な反面、困っている人を助けようとする思いは人一倍強く、目の前の問題に対しても全力以上の力で取り組む気質の持ち主。ムラホシからは「努力の天才」と称される。
両親が火星へ旅行中の最中にスフィアの初襲撃に遭遇し、民間人でありながらイチカたちへの攻撃を逸らすべくスフィアソルジャーへ特攻して吸収されるが、そのなかでウルトラマンデッカーへの変身能力を得る。初変身後はムラホシからの助言やダイシロウの後押しもありTPU訓練校怪獣対策科に入校。1年間訓練を受けた後に再編されたGUTS-SELECTへ入隊し、GUTSファルコンのパイロットとなる。
- キャラクターは『ダイナ』の主人公であったアスカ・シンを意識したものとなっている。

キリノ イチカ
GUTS-SELECTの新人女性隊員。20歳。真っ直ぐで思いやり深い性格の持ち主であり、思いつめ過ぎる点も含めてムラホシからは「まっすぐの天才」と称される。幼少期から空手や柔道に励んでおり、戦闘時は機敏さと小回りの良さを活かして地上攻撃を担当する。
TPU訓練校では宇宙飛行士志望者を育成する宇宙開発科に所属していたが、スフィア襲来後にムラホシの意向で怪獣対策科の訓練を受けることとなり、1年後にGUTS-SELECTに入隊する。

リュウモン ソウマ
GUTS-SELECTの新人隊員。20歳。戦闘では地上攻撃のほか有人機となったGUTSファルコンのパイロットも務める。マザースフィアザウルス戦では負傷したムラホシから隊長代理を任された。
有名音楽家の母と世界的IT企業で社長を務める父をもつが、幼少期に巻き込まれた怪獣災害でTPUの隊員に救助されたことを理由に、父の反対を押し切ってTPU訓練校に入校。スフィア襲来後はイチカ同様に宇宙開発科から怪獣対策科に転入し、カナタやイチカと共にGUTS-SELECTへ入隊。部隊では卓越した観察力、洞察力、射撃能力に加えて、任務を完璧にこなそうとする姿勢も総合してムラホシより「見つめる天才」と称される。

カイザキ サワ
新生GUTS-SELECTの副隊長。29歳。GUTS-SELECT再編成以前はTPU怪獣研究室に勤務しており、生物学の博士号を持つ怪獣の権威としての側面を持つ。ナースデッセイ号では怪獣およびスフィアの分析に加えてオペレーターと操舵手を兼任する。

ムラホシ タイジ
新生GUTS-SELECTの隊長。38歳。元エースパイロットで、かつてデスドラゴ戦でパイロットとして出撃した過去を持ち、物語開始時はTPU訓練校の校長を務める。
宇宙開発が進む現状を好意的に捉えつつも、都合よく自分たちを守ってくれる存在は簡単に現れないとの考えから縮小していく怪獣対策に懸念を抱いており、スフィア襲来でTPUが壊滅した際は怪獣対策の人員育成を開始し、カナタたちを伴ってGUTS-SELECTを再編する。

電脳友機 HANE2（）
第2話より登場。TPU宇宙開発センターによってGUTSホークの頭脳として開発・製造されたAIユニット。GUTSホークがスフィアの襲来によって無人戦闘機へと改造されたことから、GUTS-SELECTへ配備された。コードネームは「HANE2」だが、味気ないという理由からカナタによって「ハネジロー」と命名される。隊員たちとは敬語で会話するが、カナタからの要望に沿って彼とだけは砕けた口調で会話する。また、カナタがデッカーであることを知ってからは、彼の代わりにGUTSファルコンを操縦したり、カナタの声で他の隊員からの通信に応じるなどのアリバイ工作をしている。
内部に顔部分を格納することも可能。普段はナースデッセイ号司令室内の端末で待機しているが、GUTSホーク操縦時にはGUTSホーク内の端末に移動する。
HANE3（ハネサブロー）
劇場版に登場。HANE2の後継サポートAI。ナースデッセイ2号で新たなGUTS-SELECTをサポートする。

### TPU
アサカゲ ユウイチロウ / バズド星人アガムス
TPUに所属する科学者。31歳。戦闘用メカなどの新兵器を開発し、GUTS-SELECT隊員たちにその機構や原理を説明する。
テラフェイザーの開発途中で、検分していたHANE2の戦闘記録から厳重にプロテクトされていたファイルを見つけ、カナタがデッカーであることを知ってしまう。
その正体はバズド星人アガムスで、地球人の宇宙進出を阻止すべく、未来から時間を遡ってスフィアを地球に誘い込み、自ら開発した時空移動システムでこの時代の地球へとやって来ていたが、その際にこのシステムを破壊していた。
かつてバズド星に不時着してきた1隻の地球の宇宙船に乗っていた地球人と交流する中で、スフィアと戦っていたことを知り、バズド星もスフィアと戦うが、スフィアがバズド星を標的に加えたことで、妻であったレリアを失い、地球人との出会いを悔やむようになり、科学を過信した自らの罪とスフィアをバズド星に連れてきた地球人の罪を清算するために現代にやってきた。

### その他
デッカー・アスミ
第14・15話に登場。ウルトラマンデッカーとなる光を未来の宇宙で手にした地球人。
アガムスの復讐を止めるために、アガムスが壊した時空移動システムを修復して未来から過去の時代にいるカナタにウルトラDフラッシャーを転送した。
そして自身も過去に送ることに成功するもシステムが不完全であったため、長時間この時代に滞在することはできなかった。
元の未来へと帰る前にカナタに自分がカナタの子孫であることを告げ、アガムスを止めるように懇願する。

## 本作品のウルトラマン

### ウルトラマンデッカー
カナタがウルトラディメンションカードをウルトラDフラッシャーに装填することで変身する光の巨人。第14話ではデッカー・アスミが変身した。
カラータイマーはダイナミックタイプを除き左胸にオフセットされ、額と胸部には星雲パターンがあしらわれているほか、左腕から右胸にかけてのプロテクターは左右非対称となっている。

### 制作・演出
キャラクターとしてのダイナを引き継ぐという観点からシルエットや戦い方はダイナらしさが残され、動きも平成3部作時のイメージに戻された。一方でウルトラマンの象徴的なカラータイマーの位置や星雲の模様を取り入れることで、デッカーらしさや斬新さを打ち出している。
変身シーンは3タイプとも手順は同じだが、カット割りやアングル、カット数を異なるものにすることでどのタイプに変身するか分かるような差別化が図られた。前口上も子供がすぐに覚えられるようにそのフォームを象徴する印象的なフレーズでシンプルな短いものとなった。

#### 形態
フラッシュタイプ
ウルトラディメンションカード（フラッシュタイプ）をウルトラDフラッシャーに装填して変身するデッカーの基本形態。戦力バランスに優れている。変身時の掛け声は「輝け！フラッシュ」。

ストロングタイプ
ウルトラディメンションカード（ストロングタイプ）をウルトラDフラッシャーに装填して変身するパワーに特化した超怪力形態。水中戦や接近戦を得意とする。変身時の掛け声は「弾けろ！ストロング！」。

ミラクルタイプ
ウルトラディメンションカード（ミラクルタイプ）をウルトラDフラッシャーに装填して変身する超能力に特化した超能力形態。スピード戦や遠距離攻撃を得意とする。変身時の掛け声は「飛び出せ！ミラクル！」。

ダイナミックタイプ
ウルトラディメンションカード（ダイナミックタイプ）をウルトラDフラッシャーに装填して変身する形態。フラッシュ、ストロング、ミラクルの3タイプの力を併せ持っている。変身時の掛け声は「ほとばしれ！ダイナミック！」。

#### アイテム・武器
ウルトラDフラッシャー
カナタが持つ変身アイテム。持ち手のボタンを押した状態で、ウルトラディメンションカードを装填すると「ウルトラディメンション！」の音声と共に読み取りを開始し、トリガーを引いてクリスタルを展開した状態にして再度持ち手のボタンを押すことでデッカーへの変身やタイプチェンジが可能となる。またモンスディメンションカードをリードすることで「モンスディメンション！」の掛け声とともにディメンションカード怪獣を戦況に応じて召喚することでワンポイントリリーフ的役割として攻撃させることが可能。
第15話で本来はデッカー・アスミが未来で使用していたもので、修復中の時空移動システムによって過去の時代にいるカナタに託されたことが判明した。
- 本作品が『ダイナ』をモチーフとしていることから、リーフラッシャーのようなビジュアルを基にしている。デッカーのデザインで印象的な角の意匠を拾い、主人公が額にこのアイテムをあてるアクションをすることから、顔のないデザインも提案されたが、最終的にはリーフラッシャーに寄せたデザインとなった。

ウルトラデュアルソード
ケンゴが火星にて以前とは異なる容姿の未来のユザレから託された黄金の剣。スフィアメガロゾーア戦後、地球を離れたケンゴよりカナタが預かる形で受け継がれた。
鍔に相当する部分が閉じた状態のトリガーモードと開いた状態のデッカーモードにそれぞれ変形し、ウルトラデュアルキーをグリップエンドに装填すると「デュアルスタンバイ！レディ？」の音声が鳴り、中央のスキャナーにウルトラディメンションカードをスキャンしてトリガーを押すと「デュアル！○○」の音声とともに必殺技が発動する。さらにウルトラディメンションカードかモンスディメンションカードを複数枚リードすると、組み合わせに応じた「ウルトラコンボ」が発動する。
- カラーリングはトリガーから託されるという展開であったため、GUTSスパークレンスやサークルアームズに合わせて白ベースも考えられていたが、過去のニュージェネではやっていなかった赤と金色の派手なカラーリングとなった。閉じた際にはトリガーの模様、開いた際にはデッカーの胸にある宇宙のような模様が出てくるものとなっており、刃先のデザインは2つの力が交差しているようなイメージとなっている。
- 『トリガー』と同じ世界が舞台であることから、前年の連動アイテムであるガッツハイパーキーとウルトラディメンションカードの両方が使える機能が導入された。

デッカーシールドカリバー
ダイナミックタイプが手を頭部のデッカークリスタルホーンに翳すことで出現する、攻防一体の専用装備アイテム。出現時のシールドモードとブレード部分を展開させた双刃刀形態のカリバーモードの2形態に変形する。

#### 技
フラッシュタイプ
セルジェンド光線
両腕を十字に交差して青色破壊光線を放つフラッシュタイプの必殺技。
デッカースラッシュ
スライサーショット
高速で手裏剣状の光弾を放つ。

ストロングタイプ
ドルネイドブレイカー
右拳に超強力なエネルギーを一点集中させてパンチとともに繰り出すストロングタイプの必殺技。
パワートルネイダー
デッカーストロングリフター
デッカーストロングホイッパー
デッカーストロングキック

ミラクルタイプ
レアリュートウェーブ
空間を右手の中に圧縮させて人工のブラックホールを作り出して超衝撃波を放つミラクルタイプの必殺技。
デッカーマジック
デッカーサイキック
デッカーテレポーテーション

ダイナミックタイプ
ダイミュード光線
デッカーフラッシュダイナミック
ストロングダイナミック
ミラクルダイナミック

ウルトラデュアルソード使用技
ゼペリオンブレーク
ウルトラマントリガー マルチタイプのウルトラディメンションカードをリードすることで発動する。エネルギーを纏ったウルトラデュアルソードで斬りつける。
デラシウムインパルス
ウルトラマントリガー パワータイプのウルトラディメンションカードをリードすることで発動する。ウルトラデュアルソードからエネルギー波を放つ。
ランバルトカウンター
ウルトラマントリガー スカイタイプのウルトラディメンションカードをリードすることで発動する。回転しながらウルトラデュアルソードで斬りつける。
フラッシュマルチスクラム
ウルトラマンデッカー フラッシュタイプとウルトラマントリガー マルチタイプのウルトラディメンションカードをリードすることで発動する。ウルトラデュアルソードからエネルギー波を放つ。
トリプルモンススクラム
ミクラス、アギラ、ウインダムのモンスディメンションカードをリードすることで発動する。同時にディメンションカード怪獣3体を出現させ、対象を包んで瞬間移動させる。
トリプルデッカースクラム
ウルトラマンデッカー フラッシュタイプ、ウルトラマンデッカー ストロングタイプ、ウルトラマンデッカー ミラクルタイプのウルトラディメンションカードをリードすることで発動する。各タイプにタイプチェンジしながら、ウルトラデュアルソードを構えたまま突進する。
ミラクルスカイスクラム
ウルトラマンデッカー ミラクルタイプ、ウルトラマントリガー スカイタイプのウルトラディメンションカードをリードすることで発動する。複数のウルトラデュアルソードの分身を生み出し、バリアを生成する。
ソルジェントブレーク
ウルトラマンデッカー フラッシュタイプのウルトラディメンションカードをリードすることで発動する。回転しながらウルトラデュアルソードで斬りつける。
グリッターゼペリオンブレーク
グリッタートリガーエタニティのウルトラディメンションカードをリードすることで発動する。金色のエネルギーを纏ったウルトラデュアルソードで斬りつける。
レジェンドフラッシュマルチスクラム
ウルトラマンダイナ フラッシュタイプ、ウルトラマンティガ マルチタイプのウルトラディメンションカードをリードすることで発動する。ウルトラデュアルソードから渦巻く光線を発射する。

## 地球平和同盟TPU / GUTS-SELECT
本作品では最後の怪獣災害から7年の間に予算と人員が宇宙開発へ割かれた結果、怪獣対策と研究の規模は縮小されていた。しかしスフィアとスフィアザウルスの出現時に壊滅的な被害を受け、1年後に対スフィア部隊として再編成される。

### 装備
GUTS-SELECTメンバーズスーツ
GUTS-SELECTの隊員が着用する上下セパレート式の隊員服で、耐熱耐寒のプロテクト機能を持つ。標準装備のブーツのほかに追加装備としてグローブやGUTS-SELECTヘルメットなどを着用する。
GUTS-SELECTパイロットヘルメット
GUTSファルコン搭乗時にGUTS-SELECT隊員が着用するヘルメット。衝撃からパイロットを保護する基本機能に加え、通信機能やデータリンク機能などを備える。パイロット用のものだが、地上活動でも重宝される万能型である。
セレクトハイパーガン
GUTS-SELECTの隊員が携帯する専用銃火器。ハイパーカートリッジを銃身中央部に装填することで強力な光線を発射するほか、カートリッジの交換によって火炎や冷凍、電撃、麻酔などの用途に対応可能。
セレクトハイパーガンカービン
セレクトハイパーガンに拡張用のアタッチメントパーツを装着した重装備仕様。ハイパーカートリッジをブレイクアクションによって装填して様々な用途に対応するハイパーガンの機能に加えて、威力や射程が増大し、ハイパーグレネードランチャーも銃身下部に備わっている。また、長距離精密射撃に適したスーパーロングバレルを装着することでスナイパーカスタムモデルで運用することが可能。

### ライドメカ・ロボット兵器
ナースデッセイ号
GUTS-SELECTの移動作戦司令室兼対怪獣用戦闘艇。怪獣対策の規模縮小に伴い無人化されていたが、スフィアザウルスの電波障害によって撃墜され、動力源をネオマキシマエンジンに修理改装し、内装や装備を一新した後に再び有人運用される。

GUTSファルコン
元々はGUTS-SELECTによる人が搭乗する設計ではない無人の多目的可変ドローダーであったが、スフィアの電波障害による遠隔操縦などによる攻撃の無効化を踏まえ、無人操縦システムだけでなく、有人操縦用のコクピットが搭載された有人飛行用に改修された。

GUTSホーク
HANE2が頭脳となって操縦する無人戦闘機。元々は宇宙開発用の無人宇宙艇であった。通常形態のフライトモードから機体下部のホークソーンとタロンアームズを後方に展開することで高速飛行の飛竜モードに変形する。
コクピット部分両側に装備する機関砲とフライトモード時の両翼下部にある2基のタロンアームズに内蔵された高出力の大出力熱光学兵器・ホークタロンビームを装備する。
ウルトラマンデッカーの胴体を包むように合体し、共に戦ったこともある。
- 戦車タイプとして考えられていたこともあったが、最終的にGUTSファルコンのパワーアップメカのような立ち位置でまとめられた。

GUTSグリフォン
GUTSファルコンとGUTSホークを連結させた合体形態。ブースターパックのようにGUTSホークを活用することで機動性と攻撃能力の向上を図っている。2機のエンジンを直結させることで、高出力の光線・グリフォンタロンビームやハイパーソーンレーザーが発射可能。だが、極めて合体することは難しく、実戦投入には改良とデータの収集を必要とする。

電脳魔人 テラフェイザー
第11話より登場。GUTS-SELECTの対怪獣用ロボット兵器。開発コードナンバー：DG001。動力源は背部ユニットに貯蔵されたTR粒子を変換したエネルギー。右腕には伸縮機構を内蔵し、近距離戦で威力を発揮するクローアーム、左腕には遠距離攻撃用のTRビーム砲を装備する。胸部に両肩のショルダーアーマーをスライド・結合させることで砲身となり、一撃必殺の粒子砲・TRメガバスターを発射する。TRメガバスターは開発当初、出力を誤るとエネルギー逆流によって最悪の場合機体が爆発する可能性を併せ持っていたが、アサカゲによって補助動力装置「マキシマドライブ」と、TR粒子をエネルギーに変換するシステム「粒子コンバーター」を併用することによって、安定した高出力発射が可能となった。
10年前、アサカゲを中心に地球でトリガーが活躍していた時代に怪獣や闇の巨人への対抗策として開発計画が進められていたが、未完成のまま事態の収束による怪獣出現の低下を機に軍備縮小に伴って計画が凍結されていた。だが、スフィア襲来を機にアサカゲの尽力で計画が再始動し、仕様変更などを経て完成した。
起動実験中にライバッサーの襲撃に遭い、AIユニットを電撃によって焼き切られるが、これをハネジローに変えることで再起動するも、TRメガバスターを発射しようとしたところでハネジローがオーバーヒートを起こして、機能を停止する。その後、スフィアネオメガスとの戦闘でデッカーの援護を受けて初めてハネジローがTRメガバスターを使用する。
その後、アガムスとしての本性を表したアサカゲがフェイズライザーによって機体の中に自らの身体を転送・生体結合させ、キャノピーマスクに浮かぶ発光パターンがスタンダードシグナルからアークシグナルに変化する。
ナースデッセイ2号
劇場版に登場。宇宙に旅立ったナースデッセイに代わり新たなGUTS-SELECTに配備された戦闘艇。先代艇と同型で船体下部がオレンジ。

## 登場怪獣・宇宙人

### スフィア
宇宙から突如として飛来した謎の球体群。同時多発的に火星や地球各地に出現し、地球外との交信を遮断した。知性や目的の有無などは不明で、いかなる呼びかけにも返答はない。
また、スフィアソルジャーが既存の怪獣に寄生するとスフィア細胞が怪獣の遺伝情報を書き換え、スフィア合成獣へと変異させる。結晶状の突起が体内から生えているほか、寄生すると、凶暴な性質となり、何倍にも宿主の怪獣の能力を強化させるほか、電波障害を発生させる衝撃波を攻撃時に発し、遠隔操縦などによる攻撃を無効化する特徴を持つ。また、中枢神経にまでスフィアの寄生が及んでいると思われ、個体によっては既知なる生態とは異なるものも存在する。

巨大宇宙球体 キングスフィア
第1話より登場。日本のソラフネシティ、アメリカのニューヨーク、フランスのパリ、エジプトのギザ、オーストラリアのシドニーに出現した5体の超巨大スフィア。粒子状に分解して全地球規模で蜃気楼のようなスフィアバリアを形成し地球と宇宙との接触を遮断する。

精強宇宙球体 スフィアソルジャー
第1話より登場。キングスフィアの尖兵と推測される小型のスフィア。群体で行動し、光線や捕食で人々を襲撃する。

### 本作品からの新怪獣
精強融合獣 スフィアザウルス
第1話に登場。スフィアソルジャーがアメーバのように崩れ落ちて複数融合することで誕生する怪獣。根を地中に張って四本の脚で地球のエネルギーを吸収するほか、不気味な雄叫びとともに角から放つ衝撃波は電波障害を誘発する。肥大化したクリスタル状の両足を大地に叩き付けることで地響きを発生させる。
衝撃波によって無人機仕様のGUTSファルコンおよびナースデッセイ号を無力化するが、デッカーフラッシュタイプのセルジェンド光線によって爆散する。
- デザインは後藤正行が担当。デザイン・造形はともに新規で行われ、「とにかく巨大な怪獣」というコンセプトで単純に大きなスーツとなっている。表面処理はスフィアのようなものが強調されている。

超古代植物 ギジェラン（巨大ルルイエ）
第8話に登場。カルミラがメガロゾーアに変化する過程で偶然取り込んだルルイエの種子の化石がスフィアの影響で発芽して急成長した姿。催眠効果のある快楽物質を含んだ花粉を散布し、吸収した人間を睡眠導入作用によって理想の世界にいる夢を見せ、起きることを拒否し、花粉で虜にさせることで自分を守らせていた。だが、夜間には花粉を飛ばさず、効果も弱まるため、夜間に攻撃されると弱く、微量に吸い込んだカナタはすぐに目を覚ました。
市街地の一角に咲き、人々を花粉で眠らせることでたった半日で巨大な姿に成長するが、シズマユナが持ってきた超古代植物用に調整された除草剤を搭載したナースデッセイ号によって花は地中深くから殲滅され、ネオマキシマナースキャノンで駆除しようとするが、スフィアメガロゾーアの妨害に遭う。
超古代の世界ではギジェランの花粉を薬として使ったこともあり、シズマユナはケンゴの中にある超古代の記憶が笑顔とギジェランの花を無意識に結びつけたと推測しており、それによってルルイエはギジェランに似た姿となったものの、ギジェランとは無関係であるという。

新創獣 ネオメガス
第10話に登場。カイザキの恩師であるシゲナガマキの手でクローン技術によって生み出され、コントロールシステムを脳に埋め込まれた怪獣兵器。両手の鋭い爪と胸のクリスタルのような部分を発光させて口から吐く熱線が武器。
地中から出現しては怪獣を倒して去っていくという行動を取っていく。

新創合成獣 スフィアネオメガス
第12話に登場。ネオメガスの細胞片を取り込んだスフィアソルジャーが変異したスフィア合成獣。無限の再生能力を有しており、スフィアの波動を含んだ口から放つ熱線は威力が上がっている。両腕はスフィアソルジャーによって鉤爪状や肥大化させることも可能。
肥大化させた両腕で根のようなものを張り巡らせ、何らかのエネルギーを地中に流し込んでおり、一度はデッカーを退けたが、デッカーの協力を得て完成させたテラフェイザーのTRメガバスターに敗れる。

稲妻怪鳥 ライバッサー
第11話に登場。雷雲を棲家とする怪獣で、両翼の羽ばたきによる烈風や腹部からの雷撃が武器。
テラフェイザーの起動実験を烈風で妨害したが、AIユニットをハネジローに変えて再起動したテラフェイザーに形勢を逆転される。

稲妻怪鳥 ヒナバッサー
第11話に登場。ライバッサーが多数従え、複数の群れで行動する小型種で、凶暴な性格で成長するとライバッサーとなるが、成体にまで至れる個体はごくわずかである。

最強スフィア獣 マザースフィアザウルス
第23話から第25話まで登場。スフィアソルジャーが変化したスフィアオベリスクによって地球付近に出現したワームホールに蠢いている怪獣。スフィアの本体であるマザースフィアが、スフィアザウルスとなった姿であると推測され、全身のクリスタルから放つスフィアシューティングストリームと胸のコアから放つスフィアトルネイダーが武器。
ワームホールの中からウルトラマントリガーに攻撃を仕掛け、地球に降下すると、スフィアメガロゾーア戦で学習した地中に眠るエタニティコアと共鳴してエネルギーを体内に吸収して強大化した。

## 登場アイテム
フェイズライザー
アガムス（アサカゲ）がテラフェイザーの召喚・操縦に使用するアイテム。
銃形態のガンモードの状態でテラフェイザーのモンスディメンションカードを装填して「サモン！テラフェイザー！」の音声が流れた後にトリガーを引いて銃口を180度回転させることでスティック形態のスパークモードに変形させ、再度トリガーを引くことでテラフェイザーを召喚し、内部へと転送させる。また、テラフェイザー内部にてガンモードの状態でモンスディメンションカードを装填することでカードの能力を用いた特殊技を発動させる。

## キャスト

### レギュラー・準レギュラー
本作品では主役は大々的に募集して大勢を見るのではなく、候補を最初から数人に絞って一人ずつ面談を行って決定された。アスミカナタ役の松本は本作品がドラマ初主演となる。
- アスミカナタ - 松本大輝[42][注釈 4]
- キリノイチカ - 村山優香[42]
- リュウモンソウマ - 大地伸永[42]
- アサカゲユウイチロウ / アガムス - 小柳友[42][44] (3,4,9,11,12,14 - 16,18,19,21 - 25)[注釈 5]
- カイザキサワ -  宮澤佐江[42]
- ムラホシタイジ - 黄川田雅哉[42]

### 声の出演
- HANE2（ハネジロー） - 土田大[42] (2 - 14,16 - 25)
- 天の声、ナレーション（直前スペシャル、特別総集編） - 梶原岳人[45]
- 火星の男性 - 本郷章 (1)
- 翻訳ソフト - 向井莉生 (4)
- マルゥル - M・A・O（特別総集編,13）
- カルミラ - 上坂すみれ (7,8)
- キャスター - 本郷章 (14)
- メトロン星人ナイゲル - 甲斐田裕子 (17)
- ヤプール - 菊池康弘 (18,19)
- マザースフィア - 大原さやか (25)

### ゲスト
- アスミダイシロウ - 鈴木一功 (1,2,25)[注釈 6]
- おばさん - 鈴木奈津子 (1)
- 老婦人 - 吉田幸矢 (1)
- アナウンサー - 石塚初美 (1)、松長ゆり子 (6)
- 瓦礫の下の女性 - 中野深咲 (1)
- 宇宙港の女の子 - 武田このは (1)
- サトウ - 永吉幸一郎 (1,2,12,24,25)
- ノジマ - 西内薫 (1,2,12,24,25)
- イソザキ - 樹隆 (1,2,24,25)
- TPU教官 - 寺井大介、羽柴敦惣 (1,2)
- アスミシロウ - 小沼朝生 (2,19)[注釈 6]
- アスミトキコ - 夏目実幸 (2,19)[注釈 6]
- 逃げ遅れた男性 - 植木亨 (2)
- 副町長 - 斎門政之 (4)
- 工事作業員 - 坪勝利、寺岡雅基、茨陸翔 (4)
- 浜野町長 - 堀内正美 (4)
- ユウコ - 中村守里 (5,13)[注釈 7]
- 釣り人 - 星一郎 (5)
- ホッタマサミチ - 田久保宗稔（特別総集編）
- 老婦人 - 小貫加恵 (6)
- 虹を目撃する女性A - 一之瀬友美 (6)
- 虹を目撃する女性B - 桃瀬陽菜 (6)
- 作業員 - 橋本祐樹、奥江明生 (6)
- マナカケンゴ / ウルトラマントリガーの声 - 寺坂頼我 (7,8,13,18,19,23 - 25)[23][46][注釈 8]
- 未来のユザレ[注釈 9]、シズマユナ - 豊田ルナ (7,8,15,19)[47][注釈 10]
- ヒジリアキト - 金子隼也 (7)[47]
- タツミセイヤ - 高木勝也 (7,8)[注釈 11]
- サクマテッシン（回想） - 水野直 (7,8)
- ナナセヒマリ（回想） - 春川芽生 (7)
- 女の子 - 中村彩玖 (7)
- 街の女性 - 福島弘子 (8)
- グレース - 中村浩二 (9,13)[注釈 7]
- ミカ - 榎本遥菜 (9,13)[注釈 7]
- 街の人1 - リー正敏 (9)
- 街の人2 - 大村早紀 (9)
- 化学班員 - 橋本祐樹 (10)
- シゲナガマキ - 野村真美 (10,22)[注釈 12]
- 技術者 - 鈴木優也 (11)
- デッカー・アスミ[注釈 13] - 谷口賢志 (14 - 16,18,19)[注釈 14]
- 男性 - 黒木俊穂 (14)
- 女性1 - 鈴川琴音 (14)
- 女性2 - 西谷菜々恵 (14)
- レリア - 藤山由依 (15,18,22 - 25)[注釈 15]
- 主婦 - 松本海希 (16)
- 縁側のおばあさん - 青木道子 (16)
- ナイゲルのお付き - 山本修夢 (17)
- 少年時代のリュウモン - 高杉侑希 (17)
- TPU特殊部隊員 - 松田じゅん (17)
- TPU隊員 - 田中光輔 (17)
- 消防団員 - 越知靖 (17)
- 子供時代のナギ - 野田あかり (20)
- 堀内 - 髙橋麻琴 (20)
- 建設作業員 - 安保匠 (20)
- 建設作業員の妻 - 青山真利子 (20)
- 羅権衆A - 栗橋勇 (20)
- 羅権衆B - 中野貴雄 (20)
- 武装市民たち - 鈴木輝生、苅田裕介、金子大介、高瀬翔太、津村憲央、永田竜太朗、野口将男 (20)
- 羅権衆たち - ブンクワン孝弘、リー正敏、相場宏 (20)
- 浦澤ナギ - 竜のり子 (20)
- ヒヤマユウジ - 阿部翔平 (21)
- 技術者 - 芳川つかさ (21)
- ファスティ - いちご (22)
- TPU警備員 - 國重光司 (23)
- 逃げ遅れた市民 - 椿克之 (23)
- ヤザキテルミ - 山﨑紫生 (特別総集編3)[注釈 16]
- 技術者A - 前田竜治 (24,25)
- 技術者B - 永井圭太 (24,25)
- 技術者C - 久田悠貴 (24,25)
- 技術者D - 川野愛起 (24,25)
- 電話をする男性 - 伊根健一朗 (25)
- 電話をする女性 - 中谷水嶺 (25)

### スーツアクター
- ウルトラマンデッカー[43] - 岩田栄慶
- ウルトラマントリガー (7,8,19,23 - 25)、ライバッサー (11)、メツオロチ (17)、ウルトラマンダイナ (21,22) - 石川真之介
- スフィアザウルス (1,14,15,21)、パゴス (6) - 高橋舜
- ミクラス (2,5,14)、ゴモラ (3)、テレスドン (6)、レッドキング (9)、キングゲスラ (10)、パンドン (16)、メトロン星人ナイゲル (17)、スフィアレッドキング (23) - 新井宏幸
- デスドラゴ (2,3)、モンスアーガー (4)、アギラ (6,9)、スフィアメガロゾーア (7,8)、ネオメガス (10)、スフィアネオメガス (12)、ゴメス（S） (17)、ギャラクトロンMK2 (19)、スフィアゴモラ (23) - 梶川賢司
- ベムラー (4)、ミクラス (9)、テラフェイザー (14,15,18,21 - 25)、ゾンボーグ兵 (19)、ラゴン (20) - 岡部暁
- シャプレー星人 (4) - 福島弘之
- エレキング (5)、グドン (6)、ウインダム (9)、ガゾート (11)、ヒュドラム (17)、アリブンタ (18)、ゾンボーグ兵 (19)、チャンドラー (22)、スフィアネオメガス (23) - 永地悠斗
- ピット星人 (5) - 湯原愛子
- ピット星人 (5)、メトロン星人マルゥル（特別総集編1,特別総集編2,13）、子ラゴン (20) - 丸田聡美
- カルミラ (7,8) - 安川桃香
- グレゴール人グレース (9)、テラフェイザー (11,12)、アギラ (14)、ヤプール (18,19)、スフィアジオモス (21)、マザースフィアザウルス (23 - 25) - 桑原義樹
- サドラ (10) - 矢倉翔太
- ウインダム (14) - 瀬名日出樹
- マルゥル (特別総集編3) - 武田彩里

## スタッフ
- 監修 - 塚越隆行[13]
- 製作統括 - 永竹正幸[13]
- 製作 - 隠田雅浩[13]
- 企画 - 黒澤桂、大矢陽久、春山ゆきお、田中快、濵田健二、櫻井優香
- チーフプロデューサー - 北浦嗣巳[13]
- プロデューサー - 岡本有将・大石淳子（テレビ東京）、嵯峨隼人[13]
- 音楽 - 末廣健一郎、得田真裕[42]
- 音楽プロデューサー - 関根陽一
- 音楽制作 - ランティス
- 音楽協力 - テレビ東京ミュージック
- アソシエイトプロデューサー - 村山和之[13]
- 番組宣伝 - 徳田良平
- プランニングマネージャー - 飯田将太（テレビ東京）
- 企画協力 - 仲井智徳
- シリーズ構成 - 根元歳三、足木淳一郎[42]
- 脚本 - 根元歳三、中野貴雄、継田淳、ハヤシナオキ、皐月彩、鶴田幸伸[42]
- 監督 - 武居正能、辻󠄀本貴則、坂本浩一、越知靖、内田直之、中川和博、田口清隆[42]
- 撮影 - 村川聡
- 照明 - 小笠原篤志
- 美術 - 木場太郎
- 録音 - 星一郎
- 操演 - 根岸泉
- スクリプター - 山内薫
- 編集 - 矢船陽介
- キャスティング - 島田和正
- 助監督 - 越知靖
- 特撮助監督 - 内田直之、宮崎龍太
- アクションコーディネート - 寺井大介
- 視覚効果 - 三輪智章
- VFXコーディネーター - 豊直康
- 特殊造形 - 亀田義郎、原規弘
- キャラクターデザイン - 後藤正行
- 背景 - 島倉二千六
- 装飾・小道具 - 大藤邦康
- 衣装 - 小木田浩次
- ヘアー・メイク - 梶清恵
- 画コンテ - なかの★陽
- スーツアクターサポート - 大野まゆみ
- 設定監修 - 渋谷浩康
- キャラクターメンテナンス - 宮川秀男、花谷充奏
- メインタイトルロゴデザイン - 竹内純
- 劇中ロゴ・サブタイトルデザイン - 井野元大輔
- ハネジローデザイン - 祖蔵宝太郎
- 地学監修 - 芝原暁彦
- 監督助手 - 林達也、笹原匠、奥野竜也
- 撮影助手 - 末吉真、安藤昇児、岡本花梨
- 特撮助手 - 小泉利巧
- 照明助手 - 斎藤順、橋口祐介、今村志帆乃、鹿森大輝
- 録音助手 - 澤村開、南川淳
- 美術助手 - 梶正幸、倉田友衣子、黒川洋平、宮原陸、宮田達成
- 操演助手 - 上田健一、秀平良忠、佐藤康平、
- ヘアー・メイクアシスタント - 森美登里
- 音響効果 - 古谷友二、足木淳一郎
- アシスタントプロデューサー - 徳田聖人
- ウルトラマンデッカー製作委員会
- 製作 - 円谷プロダクション、テレビ東京、電通

<総集編・直前SPスタッフ>
- 演出 - 村上裕介
- 構成 - 足木淳一郎
- 制作プロデューサー - 石井卓爾
- 協力プロデューサー - 石野仁子
- プロダクションマネージャー - 手島光一
- 音響効果 - 足木淳一郎、矢崎大貴
- 撮影 - 角直和
- VE - 小林謙一
- 照明 - 河原真一
- 美術 - 花見甲介、川野詩苑
- ヘアメイク - 狩野典子
- 編集・HDG - 関創
- カラコレ - 唐澤雄真
- MA - 好本達郎
- 協力 - ヴィスタ、マックレイ、アルティア

## 音楽
主題歌「Wake up Decker!」
作詞 - 松井洋平 / 作曲 - 太田雅友 /  編曲 - 太田雅友、EFFY / 歌 - SCREEN mode
第1 -13話までは1番、第14話から第24話までは2番が使用された。直前スペシャル・第25話では挿入歌として使用された。
共編曲のEFFYはテレビではクレジットされていない。
エンディングテーマ
「カナタトオク」 (1 - 13)
作詞・作曲・歌 - 影山ヒロノブ / 編曲 - 寺田志保
「ヒカリカナタ」 (14 - 25)
作詞・作曲・歌 - 影山ヒロノブ / 編曲 - ケンシロー
第25話では2番が使用された。
挿入歌
「Trigger」 (8)
作詞・作曲・編曲 - R・O・N / アーティスト - 佐久間貴生

## 放送日程
- 第1話放送の前週には、ダイナ、トリガーの情報を交えながらデッカーについて紹介する特番が放送された。
- 本編終了後には、ウルトラディメンションカードに描かれたヒーローや怪獣を解説するミニコーナー「カナタのウルトラディメンションナビ」が放送される。

| 放送回      | 放送日          | サブタイトル                       | 主な登場怪獣                                                                                           | ウルトラディメンションナビ 紹介キャラクター | 脚本                | 監督              |
| ----------- | --------------- | ---------------------------------- | --- | ------------------------------------------- | ------------------- | ----------------- |
| 特番        | 2022年 07月02日 | ウルトラマンデッカー直前スペシャル | 第1話 - 第3話の登場怪獣                                                                                | -                                           | 足木淳一郎 （構成） | 村上裕介 （演出） |
| 第1話       | 07月09日        | 襲来の日                           | - キングスフィア - スフィアソルジャー - スフィアザウルス                                               | ウルトラマンデッカー フラッシュタイプ       | 根元歳三            | 武居正能          |
| 第2話       | 07月16日        | 決意のカナタ                       | - デスドラゴ - ミクラス                                                                                | ミクラス                                    | 根元歳三            | 武居正能          |
| 第3話       | 07月23日        | 出動！GUTS-SELECT                  | - ゴモラ - スフィアゴモラ - デスドラゴ                                                                 | ウルトラマンデッカー ストロングタイプ       | 根元歳三            | 武居正能          |
| 第4話       | 07月30日        | 破壊獣覚醒                         | - モンスアーガー - シャプレー星人 - ベムラー                                                           | モンスアーガー                              | 中野貴雄            | 辻󠄀本貴則          |
| 第5話       | 08月06日        | 湖の食いしん坊                     | - エレキング - ピット星人                                                                              | ウルトラマンデッカー ミラクルタイプ         | 継田淳              | 辻󠄀本貴則          |
| 特別総集編1 | 08月13日        | マルゥルの帰還                     | メトロン星人マルゥル                                                                                   | -                                           | 足木淳一郎（構成）  | 村上裕介（演出）  |
| 第6話       | 08月20日        | 地底怪獣現わる！現わる！           | - アギラ - パゴス - グドン - テレスドン - ツインテール                                                 | アギラ                                      | 中野貴雄            | 辻󠄀本貴則          |
| 第7話       | 08月27日        | 希望の光、赤き星より               | - スフィアメガロゾーア（第二形態） - カルミラ                                                          | ウルトラマントリガー マルチタイプ           | ハヤシナオキ        | 坂本浩一          |
| 第8話       | 09月03日        | 光と闇、ふたたび                   | - スフィアメガロゾーア（第二形態） - カルミラ - ギジェラン                                             | ウルトラマントリガー パワータイプ           | ハヤシナオキ        | 坂本浩一          |
| 第9話       | 09月10日        | 誰がための勇姿                     | - グレゴール人グレース - レッドキング - スフィアレッドキング - ウインダム                              | ウインダム                                  | 皐月彩              | 坂本浩一          |
| 第10話      | 09月17日        | 人と怪獣                           | - ネオメガス - キングゲスラ - サドラ                                                                   | ウルトラマントリガー スカイタイプ           | 根元歳三            | 越知靖            |
| 第11話      | 09月24日        | 機神出撃                           | - テラフェイザー - ガゾート - ヒナバッサー - ライバッサー                                              | -                                           | 足木淳一郎          | 越知靖            |
| 第12話      | 010月01日       | ネオメガスの逆襲                   | - テラフェイザー - スフィアネオメガス                                                                  | スフィアネオメガス                          | 足木淳一郎          | 越知靖            |
| 第13話      | 10月08日        | ジャンブル・ロック                 | - メトロン星人マルゥル                                                                                 | -                                           | 鶴田幸伸            | 内田直之          |
| 第14話      | 10月15日        | 魔神誕生                           | - テラフェイザー - ノイズラー - スフィアザウルス - スフィアソルジャー - ミクラス - アギラ - ウインダム | スフィアザウルス                            | 根元歳三            | 武居正能          |
| 第15話      | 10月22日        | 明日への約束                       | - テラフェイザー - スフィアザウルス                                                                    | ウルトラマンデッカー ダイナミックタイプ     | 根元歳三            | 武居正能          |
| 第16話      | 10月29日        | 君は君のままで                     | - スピニー - パンドン                                                                                  | -                                           | 皐月彩              | 中川和博          |
| 第17話      | 11月05日        | 過去よりの調べ                     | - メトロン星人ナイゲル - ゴメス（S） - メツオロチ - ヒュドラム                                         | ヒュドラム                                  | 継田淳              | 中川和博          |
| 特別総集編2 | 11月12日        | テラフェイザーの脅威               | メトロン星人マルゥル                                                                                   | -                                           | 足木淳一郎（構成）  | 村上裕介（演出）  |
| 第18話      | 11月19日        | 異次元からのいざない               | - テラフェイザー - ヤプール - アリブンタ                                                               | スフィア                                    | ハヤシナオキ        | 坂本浩一          |
| 第19話      | 11月26日        | 月面の戦士たち                     | - ヤプール - ギャラクトロンMK2 - ゾンボーグ兵 - キングジョー（残骸）                                   | グリッタートリガーエタニティ                | ハヤシナオキ        | 坂本浩一          |
| 第20話      | 12月03日        | らごんさま                         | - ラゴン - 子ラゴン                                                                                    | -                                           | 中野貴雄            | 田口清隆          |
| 第21話      | 12月10日        | 繁栄の代償                         | - テラフェイザー - スフィアジオモス - スフィアザウルス                                                 | ウルトラマンダイナ フラッシュタイプ         | 足木淳一郎          | 田口清隆          |
| 第22話      | 12月17日        | 衰亡のバズド                       | - テラフェイザー - チャンドラー                                                                        | ウルトラマンティガ マルチタイプ             | 足木淳一郎          | 辻󠄀本貴則          |
| 第23話      | 12月24日        | 絶望の空                           | - テラフェイザー - スフィアゴモラ - スフィアレッドキング - スフィアネオメガス - マザースフィアザウルス | マザースフィアザウルス                      | 根元歳三            | 辻󠄀本貴則          |
| 特別総集編3 | 2023年01月07日  | 立ち上がれデッカー                 | メトロン星人マルゥル                                                                                   | -                                           | 足木淳一郎（構成）  | 村上裕介（演出）  |
| 第24話      | 1月14日         | 夢の果て                           | - テラフェイザー - マザースフィアザウルス                                                              | -                                           | 根元歳三            | 武居正能          |
| 第25話      | 1月21日         | 彼方の光                           | - テラフェイザー - マザースフィアザウルス                                                              | -                                           | 根元歳三            | 武居正能          |

## 放送局
| 放送期間                                              | 放送時間                          | 放送局           | 対象地域       | 備考                  |
| ----------------------------------------------------- | --------------------------------- | ---------------- | -------------- | --------------------- |
| 2022年7月9日 - 2023年1月21日                          | 土曜 9:00 - 9:30                  | テレビ東京       | 関東広域圏     | 製作局                |
|                                                       |                                   | テレビ北海道     | 北海道         |                       |
|                                                       |                                   | テレビ愛知       | 愛知県         |                       |
|                                                       |                                   | テレビ大阪       | 大阪府         |                       |
|                                                       |                                   | テレビせとうち   | 岡山県・香川県 |                       |
|                                                       |                                   | TVQ九州放送      | 福岡県         |                       |
| 2022年7月11日 - 2023年1月30日                         | 月曜 17:00 - 17:30                | テレビ和歌山     | 和歌山県       |                       |
| 2022年7月23日 - 2023年2月11日                         | 土曜 5:30 - 6:00                  | 仙台放送         | 宮城県         |                       |
| 2022年7月23日 - 9月24日 2022年10月2日 - 2023年1月29日 | 土曜 6:00 - 6:30 日曜 6:15 - 6:45 | 新潟放送         | 新潟県         | 初回のみ2話連続放送   |
| 2022年7月24日 - 2023年2月5日                          | 日曜 5:50 - 6:20                  | 広島ホームテレビ | 広島県         |                       |
| 2022年7月31日 - 2023年2月11日                         | 日曜 5:20 - 5:50                  | 長野朝日放送     | 長野県         |                       |
| 2022年7月31日 - 2023年2月26日                         | 日曜 5:45 - 6:15                  | 静岡第一テレビ   | 静岡県         |                       |
| 2022年8月14日 - 2023年2月26日                         | 日曜 6:30 - 7:00                  | 石川テレビ       | 石川県         |                       |
| 2022年8月21日 - 9月25日 2022年10月2日 - 2023年3月5日  | 日曜 6:15 - 6:45 日曜 6:00 - 6:30 | 琉球放送         | 沖縄県         |                       |
| 2022年9月11日 - 2023年3月26日                         | 日曜 5:15 - 5:45                  | 宮崎放送         | 宮崎県         |                       |
| 2022年9月17日 - 2023年3月25日                         | 土曜 6:00 - 6:30                  | テレビユー福島   | 福島県         | 最終回のみ2話連続放送 |

| 配信開始日   | 配信時間       | 配信サイト                                                                             |
| ------------ | -------------- | -------------------------------------------------------------------------------------- |
| 2022年7月9日 | 土曜 9:30 更新 | TSUBURAYA IMAGINATION ネットもテレ東 YouTube ULTRAMAN OFFICIAL by TSUBURAYA PROD. TVer |

## 映画
『ウルトラマンデッカー最終章 旅立ちの彼方へ…』は2023年2月23日より劇場公開およびTSUBURAYA IMAGINATIONで配信された長編映画作品。
2022年11月26日に配信された「『ウルトラマンデッカー』オンライン座談会」の中で制作が発表された。
テレビシリーズ最終回後が舞台となる。

### あらすじ
ある日、クリオシティに怪音が響き渡り、次々に人々が昏倒する。
調査に向かったGUTS-SELECTは武装した異星人集団の襲撃を受けるが、謎の美女が異星人たちを特殊な力で一掃する。
ディナスと名乗ったその美女は、地球が全宇宙支配を目論むプロフェッサー・ギルベスによって狙われていることを告げる。

### 登場人物（映画）
ラヴィー星人ディナス
特殊な力を身に着けた謎の美女で、異星人の襲撃を受けたGUTS-SELECTを助け、地球の危機を伝える。武装した異星人と生身でも互角以上に渡り合える。

### 登場ウルトラマン
- ウルトラマンダイナ

ウルトラマンディナス
ディナスがディナスカードを使ってウルトラDフラッシャーに装填することで変身する光の巨人。

### 登場怪獣・宇宙人
- キングジョー
- ヤングマザーザンドリアス
- ベビーザンドリアス
- ペダン星人[56]
- ゼラン星人[56]
- クカラッチ星人[56]
- ガルメス人[56]
- シャプレー星人[56]
- サーペント星人[56]
- グローザ星系人[56]
- ゴース星人[56]
- バド星人[56]
- イカルス星人
- レキューム人
- ヒュプナス
- ゴドラ星人
- マグマ星人
- メトロン星人ナイゲル
- グレゴール人グレース

プロフェッサー・ギベルス
実験要塞艇ゾルガウスを拠点とし、強化実験を施した混成異星人部隊を従えた悪の科学者で、全宇宙の支配者を名乗る。最も効率のいい侵略手段を模索するための実験として侵略装置を制作し、クリオシティで怪事件を起こす。

銀河皇獣 ギガロガイザ
狂暴な姿を持つ銀河皇獣の異名を持つ怪獣。

銀河要塞獣 ゾルギガロガイザ
ギガロガイザと実験要塞艇ゾルガウスが合体して誕生した怪獣。

### キャスト（映画）
- アスミカナタ - 松本大輝[60]
- キリノイチカ - 村山優香[60]
- リュウモンソウマ - 大地伸永[60]
- カイザキサワ -  宮澤佐江[60]
- ムラホシタイジ - 黄川田雅哉[60]
- ディナス - 中村加弥乃[60]
- サトウ - 永吉幸一郎[56]
- ノジマ - 西内薫[56]
- イソザキ - 樹隆[56]

### 声の出演（映画）
- HANE2（ハネジロー） - 土田大[61]
- イカルス星人 - 関智一[61]
- プロフェッサー・ギベルス - 中尾隆聖[61]
- ペダン星人 - 団長安田[61]
- クカラッチ星人 - HIRO[61]
- ゼラン星人 - クロちゃん[61]
- ガルメス人 - 荒井義久[61]

### スタッフ（映画）
- 監修 - 塚越隆行[62]
- 監督 - 武居正能[60]
- 脚本 - 根元歳三[60]
- チーフプロデューサー - 北浦嗣巳[62]
- プロデューサー - 岡本有将[62]
- 撮影 - 村川聡[62]
- 照明 - 小笠原篤志[62]
- 録音 - 星一郎[62]
- キャスティング - 島田和正[62]
- アクションコーディネイト - 寺井大介[62]
- VFX - 三輪智章[62]
- 音楽 - 末廣健一郎、得田真裕[62]
- ウルトラマンデッカー特別編製作委員会[62]
- 配給 - バンダイナムコフィルムワークス[62]

### 音楽（映画）
主題歌「ソラノカナタへ」
作詞・作曲・アーティスト - 影山ヒロノブ / 編曲 - NANA KAGEYAMA

## 他媒体展開

### Webムービー

#### ウルサマ情報局
YouTube『ウルトラマン公式 ULTRAMAN OFFICIAL by TSUBURAYA PROD. 』で配信された『ウルトラヒーローズEXPO2022 サマーフェスティバル』情報番組。ナビゲーターはアスミカナタ（演 - 松本大輝）。ウルサマナビ、ステージ超体験ムービー、ボイスドラマのコーナーで構成。
- ウルサマナビ

ウルサマで活躍する戦士や怪獣を紹介。
- ステージ超体験ムービー！

歴代ライブステージのミニダイジェストムービー。
- ウルトラヒーローズEXPO2022 サマーフェスティバル ボイスドラマ

ライブステージと連動するオムニバス形式のボイスドラマ。
声の出演
- トリガーダーク - 細貝圭（第1話）
- 怪盗 ヒマラ - 八塚竜也（第1話）
- ウルトラマンゼット - 畠中祐（第2・3話）
- グレンファイヤー - 関智一（第2話）
- ウルトラマンゼロ - 宮野真守（第2・6話）
- ウルトラマンエース - 関智一（第3話）
- ベリアロク - 小野友樹（第3話）
- スチール星人 - 直塚和紀（第3話）
- ウルトラマンジード - 濱田龍臣（第4・6話）
- ウルトラマンベリアル - 小野友樹（第4話）
- ウルトラマンタイガ - 寺島拓篤（第5・6話）
- ウルトラマンタイタス - 日野聡（第5話）
- ウルトラマンフーマ - 葉山翔太（第5話）
- レイブラッド星人 - 金子はりい（第5話）

劇中歌
- 「GEEDの証」（第4話）

| 話数  | 配信日         | ウルサマナビ 紹介戦士・怪獣             | ステージ超体験ムービー                    | ボイスドラマ サブタイトル                       | ドラマ登場キャラ |
| ----- | -------------- | --------------------------------------- | ----------------------------------------- | ----------------------------------------------- | --- |
| 第1回 | 2022年 7月23日 | トリガーダーク ヌアザ星人 イシリス      | 「ウルサマ2021 ライブステージ STAGE2」編  | 第1話「叫びの壺」                               | トリガーダーク 怪盗ヒマラ |
| 第2回 | 7月27日        | ウルトラマンゼット スフィアエレキング   | 「EXPO2022 ニューイヤーフェスティバル」編 | 第2話「ゼット地球へ」                           | ウルトラマンゼット グレンファイヤー ウルトラマンゼロ                                                                             |
| 第3回 | 8月03日        | ウルトラマンエース スフィアゼットン     | 「EXPO2022 ニューイヤーフェスティバル」編 | 第3話「始まりの勇者」                           | ウルトラマンゼット ウルトラマンエース ベリアロク スチール星人                                                                    |
| 第4回 | 8月10日        | ウルトラマンジード マウンテンガリバー25 | 「EXPO2022 サマーフェスティバル」STAGE1編 | 第4話「ぼくがぼくらしくいるために」             | ウルトラマンジード ウルトラマンベリアル                                                                                          |
| 第5回 | 8月17日        | ウルトラマンタイガ レイブラッド星人     | 「EXPO2022 サマーフェスティバル」STAGE1編 | 第5話「帰ってきたトライスクワッドボイスドラマ」 | ウルトラマンタイガ ウルトラマンタイタス ウルトラマンフーマ ヘルベロス ナイトファング テレスドン ギマイラ バラバ レイブラッド星人 |
| 第6回 | 8月24日        | ウルトラマンゼロ スフィアザウルス       | 「ウルサマ2022 ライブステージSTAGE2」編   | 第6話「集う光」                                 | ウルトラマンタイガ ウルトラマンジード ウルトラマンゼロ パゴス レッドキング キングゲスラ デマーガ                                 |

#### GUTS-SELECT交流記 〜帰ってきた特務3課〜
2022年10月1日より『TSUBURAYA IMAGINATION』で配信の、各メンバーにスポットを当てたスピンオフドラマ。全5話。『ナースデッセイ開発秘話』のホッタマサミチとメトロン星人マルゥルが再び登場する。
- 監督 - 村上裕介
- 脚本 - 足木淳一郎

| 話数 | 配信日         | サブタイトル            |
| ---- | -------------- | ----------------------- |
| #1   | 2022年 10月1日 | カイザキ サワの場合     |
| #2   | 11月5日        | アスミ カナタの場合     |
| #3   | 12月3日        | キリノ イチカの場合     |
| #4   | 2023年 1月7日  | リュウモン ソウマの場合 |
| #5   | 2月4日         | ムラホシ タイジの場合   |

### ゲーム
データカードダス『ウルトラマン フュージョンファイト!』
本作品の放送と連動したシリーズ『ウルトラマン フュージョンファイト！ウルトラディメンション』が2022年7月7日から2023年3月まで稼働。カードはウルトラディメンションカード仕様となる。
『共闘ことばRPG コトダマン』
アプリゲーム。2022年9月27日より期間限定ウルトラシリーズコラボ第2弾開催。